# Museu de Arte Contemporânea do Funchal
O Museu de Arte Contemporânea do Funchal (MACFunchal) foi um museu português, situado na Fortaleza de São Tiago do Funchal, na cidade do Funchal, na Madeira. Em outubro de 2015, mudou de designação para MUDAS. Museu de Arte Contemporânea da Madeira e a sua coleção passou para o Centro das Artes - Casa das Mudas.

## História
A instituição iniciou-se tendo como base o espólio do Prémio de Artes Plásticas da Cidade do Funchal, iniciativa da então Junta Geral do Distrito Autónomo do Funchal, da Delegação de Turismo e da Sociedade Nacional de Belas Artes, nos anos de 1966 e 1967, como uma extensão contemporânea do Museu Quinta das Cruzes. Foi inicialmente instalado numa sede provisória da Direção Regional dos Assuntos Culturais e, posteriormente, na Quinta Magnólia no Funchal.
A partir de julho de 1992, a coleção de arte contemporânea foi instalada na Fortaleza de São Tiago, e foi criado o museu. Nesta etapa reiniciou-se um processo de engrandecimento da coleção, procurando registar-se os acontecimentos próximos à produção artística contemporânea, com a entrada de obras de arte, quer quando são resultado de atividades produzidas pelo próprio museu como pela colaboração com outras instituições.
O museu contou ainda com programas educativos e atividades de animação cultural, numa tentativa de aproximar-se dos seus vários públicos.
A 8 de outubro de 2015, a coleção foi reinstalada, desta vez na Casa das Mudas, na Calheta, passando a dispor de uma área de exposição de cerca de 1800 m², e renomeada MUDAS. Museu de Arte Contemporânea da Madeira.

## Acervo
O acervo da instituição compreende uma coleção de arte contemporânea desde a década de 1960 até aos dias de hoje, com obras de alguns dos mais significativos artistas nacionais.
Das coleções constituídas na década de 1960 destacam-se obras de Joaquim Rodrigo, Nuno de Siqueira, António Areal, José Escada, Helena Almeida, Artur Rosa, Jorge Martins, e Manuel Baptista.
A partir de 1992, esse acervo foi enriquecido com obras de artistas como Lourdes Castro, René Bertholo, José de Guimarães, Ilda David, Graça Pereira Coutinho,  Joao Vilhena, Pedro Casqueiro, Miguel Branco, Filipe Rocha da Silva, Jaime Lebre, António Palolo, José António Cardoso, João Queiroz, José Loureiro, Albuquerque Mendes, Fernando Calhau, José Pedro Croft, Mike Biberstein, Pedro Cabrita Reis, Pedro Portugal, Sofia Areal, Miguel Branco, Pedro Proença, Fernanda Fragateiro, Amy Yoes, António Campos Rosado, Rui Sanches, Manuel Rosa, Patrícia Garrido, entre outros.